# Stelling van Apollonius

In de meetkunde is de stelling van Apollonius een uitbreiding van de stelling van Pythagoras die voor een driehoek het verband beschrijft tussen de lengte van een zwaartelijn en de lengten van de zijden. De stelling is naar Apollonius van Perga genoemd.
De stelling zegt dat voor een willekeurige driehoek {\displaystyle \triangle ABC} waarin {\displaystyle AD} de zwaartelijn vanuit {\displaystyle A} op de zijde {\displaystyle BC} is, de volgende betrekking geldt:
{\displaystyle AB^{2}+AC^{2}=2\ AD^{2}+{\tfrac {1}{2}}BC^{2}}
Omdat 
{\displaystyle BD=DC={\tfrac {1}{2}}BC}
is ook:
{\displaystyle AB^{2}+AC^{2}=2(AD^{2}+BD^{2})}
Voor een rechthoekige driehoek komt de stelling op de stelling van Pythagoras neer. Dat de diagonalen van een parallellogram elkaar in twee gelijke stukken verdelen en de laatste gelijkheid maken het duidelijk dat de stelling van Apollonius gelijkwaardig aan de parallellogramwet is.
Het volgende bewijs van de stelling van Apollonius gaat met behulp van de cosinusregel.
Noem de lengten van de zijden {\displaystyle a,b} en {\displaystyle c} en van de zwaartelijn {\displaystyle d}. Stel {\displaystyle m=a/2} en noem de hoeken tussen de zwaartelijn en de basis {\displaystyle \theta } en {\displaystyle \theta '}. Dan is {\displaystyle \theta '=\pi -\theta } en {\displaystyle \cos(\theta ')=-\cos(\theta )}.
Toepassing van de cosinusregel voor {\displaystyle \theta } en {\displaystyle \theta '} geeft:
{\displaystyle b^{2}=m^{2}+d^{2}-2\ d\ m\ \cos(\theta )}
{\displaystyle c^{2}=m^{2}+d^{2}-2\ d\ m\ \cos(\theta ')=m^{2}+d^{2}+2\ d\ m\ \cos(\theta )}
Optellen geeft het gevraagde resultaat:
{\displaystyle b^{2}+c^{2}=2(m^{2}+d^{2})}
De stelling kan ook op andere manieren worden bewezen. De stelling is een speciaal geval van de stelling van Stewart. De parallellogramwet wordt met behulp van vectoren bewezen. Het bewijs voor een van deze twee is meteen een bewijs voor de stelling van Apollonius.